# Nati nel 1869
| Questa pagina contiene informazioni ricavate automaticamente dalle voci biografiche con l'ausilio del template Bio e di un bot. L'aggiornamento è periodico e automatico e ricostruisce completamente la pagina. Se manca una persona in questa lista, sei pregato di non aggiungerla, ma accertati piuttosto che la sua voce biografica contenga il template Bio e che i dati anagrafici siano correttamente compilati. Se il template Bio manca, inseriscilo tu stesso o, in alternativa, metti l'avviso {{tmp\|Bio}} che ne segnala la mancanza. Se i dati riportati sono sbagliati, correggi direttamente la voce biografica; le modifiche saranno visibili in questa lista entro pochi giorni. Per chiarimenti vedi il progetto biografie. La lista contiene solo le 727 persone che sono citate nell'enciclopedia e per le quali è stato implementato correttamente il template Bio. Pagina aggiornata al 10 ago 2025. |

## Gennaio(63)
- 1º gennaio - Louis de La Vallée-Poussin, storico delle religioni e orientalista belga († 1938)
- 1º gennaio - Filippo Meda, politico, giornalista e banchiere italiano († 1939)
- 1º gennaio - Aldo Netti, ingegnere e politico italiano († 1925)
- 2 gennaio - Bayard Veiller, drammaturgo, sceneggiatore e produttore cinematografico statunitense († 1943)
- 3 gennaio - Paul Landormy, musicologo francese († 1943)
- 3 gennaio - Charles-Gaston Levadé, compositore francese († 1948)
- 5 gennaio - Osmond Brock, ammiraglio inglese († 1947)
- 6 gennaio - Antonio Marozzi, agronomo e politico italiano († 1940)
- 6 gennaio - Charles Moulin, pittore francese († 1960)
- 6 gennaio - Antoni Rewera, presbitero polacco († 1942)
- 7 gennaio - Christos Androutsos, teologo greco († 1937)
- 8 gennaio - Arnold Genthe, fotografo statunitense († 1942)
- 8 gennaio - Ignazio La Russa, avvocato, nobile e politico italiano († 1935)
- 8 gennaio - Antonio Rizzi, pittore italiano († 1940)
- 9 gennaio - Richard Abegg, chimico tedesco († 1910)
- 9 gennaio - Alfredo Di Frassineto, imprenditore e politico italiano († 1956)
- 10 gennaio - Giuseppe De Liguoro, regista e attore italiano († 1944)
- 10 gennaio - Carlo Montù, militare, politico e ingegnere italiano († 1949)
- 11 gennaio - R. A. J. Walling, giornalista e scrittore inglese († 1949)
- 12 gennaio - Constance Bulwer-Lytton, nobildonna e scrittrice inglese († 1923)
- 12 gennaio - Okada Saburōsuke, pittore giapponese († 1939)
- 12 gennaio - Vladimir Nikolaevič Orlov, generale russo († 1927)
- 13 gennaio - Antonio Gómez Restrepo, diplomatico, poeta e saggista colombiano († 1947)
- 13 gennaio - Emanuele Filiberto di Savoia-Aosta, generale italiano († 1931)
- 13 gennaio - Ida Carloni Talli, attrice italiana († 1940)
- 14 gennaio - Robert Fournier-Sarlovèze, giocatore di polo e politico francese († 1937)
- 15 gennaio - Ruby Laffoon, avvocato e politico statunitense († 1941)
- 15 gennaio - Stanisław Wyspiański, pittore, poeta e architetto polacco († 1907)
- 16 gennaio - Félix Le Dantec, biologo francese († 1917)
- 16 gennaio - Alessandro Turco, politico italiano († 1956)
- 17 gennaio - Federico Di Palma, giornalista, dirigente sportivo e politico italiano († 1916)
- 17 gennaio - Moritz Mayer-Mahr, pianista tedesco († 1947)
- 17 gennaio - Georg Perthes, chirurgo tedesco († 1927)
- 17 gennaio - Osvaldo Polimanti, medico e fisiologo italiano († 1947)
- 17 gennaio - Federico Tesio, allevatore e politico italiano († 1954)
- 18 gennaio - Giuseppe Maria Roberti, teologo italiano († 1936)
- 19 gennaio - Henri van Dievoet, architetto belga († 1931)
- 20 gennaio - Nikola Mandić, avvocato e politico croato († 1945)
- 20 gennaio - Gian Maria Rastellini, pittore e politico italiano († 1927)
- 21 gennaio - Grigorij Rasputin, religioso e mistico russo († 1916)
- 22 gennaio - Cristoforo Baseggio, militare italiano († 1959)
- 22 gennaio - Ettore Bussi, generale italiano († 1937)
- 22 gennaio - José Vicente de Freitas, generale e politico portoghese († 1952)
- 22 gennaio - Henri Royer, pittore francese († 1938)
- 23 gennaio - Felice Boghen, compositore, pianista e musicologo italiano († 1945)
- 23 gennaio - Elmer S. Riggs, paleontologo statunitense († 1963)
- 24 gennaio - Gavin Crawford, calciatore scozzese († 1955)
- 25 gennaio - Jan Balicki, presbitero polacco († 1948)
- 25 gennaio - Max Hoffmann, generale e diplomatico tedesco († 1927)
- 26 gennaio - George Douglas Brown, romanziere e giornalista scozzese († 1902)
- 26 gennaio - Charles Bunyan, calciatore e allenatore di calcio inglese († 1922)
- 26 gennaio - Beatrice Hill-Lowe, arciera irlandese († 1951)
- 27 gennaio - William Bassett, dirigente sportivo, allenatore di calcio e calciatore inglese († 1937)
- 29 gennaio - John Braid, crickettista britannico († 1960)
- 29 gennaio - Wilhelm Carstens, canottiere tedesco († 1941)
- 29 gennaio - Thomas Brand, III visconte Hampden, generale inglese († 1958)
- 30 gennaio - Giovanni Gasti, criminologo e poliziotto italiano († 1939)
- 30 gennaio - Giacomo Matté-Trucco, ingegnere italiano († 1934)
- 31 gennaio - Wilhelm Heye, generale tedesco († 1947)
- 31 gennaio - Adolphe Messimy, politico francese († 1935)
- 31 gennaio - John Kunkel Small, botanico statunitense († 1938)
- 31 gennaio - Johannes Sobotta, anatomista tedesco († 1945)
- 31 gennaio - Henry Carton de Wiart, politico belga († 1951)

## Febbraio(55)
- 1º febbraio - Kerry Mills, compositore statunitense († 1948)
- 2 febbraio - Ernesto Giardini, banchiere e politico italiano († 1961)
- 2 febbraio - Giuseppe de Lieto, avvocato e politico italiano († 1910)
- 2 febbraio - Ernestina Orlandini, pittrice tedesca († 1956)
- 3 febbraio - Giulio Gatti Casazza, impresario teatrale italiano († 1940)
- 3 febbraio - Carl Kaiserling, patologo tedesco († 1942)
- 4 febbraio - William Dudley Haywood, sindacalista statunitense († 1928)
- 5 febbraio - Horace Rumbold, diplomatico inglese († 1941)
- 5 febbraio - Sebastião Wolf, tiratore a segno brasiliano († 1936)
- 5 febbraio - Robert de Caix de Saint-Aymour, giornalista, politico e scrittore francese († 1970)
- 5 febbraio - Wilhelmus van Berkel, inventore e imprenditore olandese († 1952)
- 6 febbraio - Ole Juulson Kvale, politico statunitense († 1929)
- 6 febbraio - Harold Robert Millar, illustratore, disegnatore e fumettista scozzese († 1942)
- 6 febbraio - Luigi Filippo Roberto d'Orléans, esploratore e politico francese († 1926)
- 7 febbraio - Jindřich Šimon Baar, scrittore e presbitero ceco († 1925)
- 8 febbraio - Georgette Leblanc, soprano, attrice e scrittrice francese († 1941)
- 9 febbraio - Giovanni Bertacchi, poeta, critico letterario e italianista italiano († 1942)
- 9 febbraio - Ludwig von Reuter, ammiraglio tedesco († 1943)
- 9 febbraio - Giuseppe Sani, pittore italiano († 1943)
- 9 febbraio - Alfredo Vásquez Cobo, politico colombiano († 1941)
- 10 febbraio - Alexander Oppler, scultore e medaglista tedesco († 1937)
- 11 febbraio - Else Lasker-Schüler, poetessa tedesca († 1945)
- 12 febbraio - Luigi Bosisio, calciatore, dirigente sportivo e arbitro di calcio italiano († 1950)
- 12 febbraio - André Pirro, organista e musicologo francese († 1943)
- 12 febbraio - Kiến Phúc, imperatore vietnamita († 1884)
- 13 febbraio - Cesare Alessandri, politico, giornalista e sindacalista italiano († 1929)
- 13 febbraio - Vico Mantovani, ingegnere e politico italiano († 1938)
- 14 febbraio - Karel de Bazel, architetto, incisore e designer olandese († 1923)
- 14 febbraio - Édouard de Max, attore rumeno († 1924)
- 14 febbraio - Charles Thomson Rees Wilson, fisico britannico († 1959)
- 15 febbraio - Henry Sylvester Williams, avvocato, attivista e scrittore trinidadiano († 1911)
- 17 febbraio - Gago Coutinho, geografo, aviatore e ufficiale portoghese († 1959)
- 17 febbraio - Angelo Scandaliato, militare italiano († 1917)
- 17 febbraio - Melville Stewart, attore e regista teatrale inglese († 1915)
- 18 febbraio - Gabino Olaso Zabala, presbitero spagnolo († 1936)
- 18 febbraio - Teresita Pasini, pacifista e giornalista italiana († 1948)
- 19 febbraio - John M. Campbell, calciatore scozzese († 1906)
- 19 febbraio - Andreas Michelsen, ammiraglio tedesco († 1932)
- 19 febbraio - Hovhannes Tumanjan, poeta armeno († 1923)
- 19 febbraio - Arthur Russell, II barone Ampthill, funzionario, dirigente sportivo e canottiere britannico († 1935)
- 19 febbraio - Camille de Morlhon, regista e sceneggiatore francese († 1952)
- 20 febbraio - George Caridia, tennista britannico († 1937)
- 21 febbraio - Lino Carrara, politico e giornalista italiano († 1955)
- 21 febbraio - Jack Reynolds, calciatore britannico († 1917)
- 21 febbraio - Myriam Harry, scrittrice e giornalista francese († 1958)
- 22 febbraio - George Grant Elmslie, architetto statunitense († 1952)
- 24 febbraio - Ibrahim Hananu, funzionario siriano († 1935)
- 25 febbraio - Gustavo Balsamo-Crivelli, filologo e scrittore italiano († 1929)
- 25 febbraio - Phoebus Levene, biochimico lituano († 1940)
- 26 febbraio - Alberto di Schleswig-Holstein, principe inglese († 1931)
- 26 febbraio - Rosalind Bingham, nobildonna irlandese († 1958)
- 26 febbraio - Nadežda Konstantinovna Krupskaja, rivoluzionaria, pedagogista e politica russa († 1939)
- 26 febbraio - Olphert Stanfield, calciatore nordirlandese († 1952)
- 27 febbraio - Alice Hamilton, medico statunitense († 1970)
- 28 febbraio - Hans Kundt, generale tedesco († 1939)

## Marzo(62)
- 1º marzo - Pietro Canonica, scultore e compositore italiano († 1959)
- 1º marzo - Oreste Franzi, imprenditore italiano († 1942)
- 1º marzo - Zaccaria Treves, medico italiano († 1911)
- 2 marzo - Arturo Miolati, chimico italiano († 1956)
- 3 marzo - Mezidemestan Kadın, ottomana († 1909)
- 3 marzo - Henry Wood, direttore d'orchestra inglese († 1944)
- 4 marzo - Paul Biensfeldt, attore tedesco († 1933)
- 4 marzo - Brand Whitlock, giornalista, avvocato e politico statunitense († 1934)
- 5 marzo - Cesare Candi, liutaio italiano († 1947)
- 5 marzo - Michael von Faulhaber, cardinale e arcivescovo cattolico tedesco († 1952)
- 5 marzo - Bizan Kawakami, scrittore e poeta giapponese († 1908)
- 5 marzo - Georg Wetzell, generale tedesco († 1947)
- 6 marzo - Robert Crawshaw, pallanuotista e nuotatore britannico († 1952)
- 6 marzo - Luigi Montemartini, botanico e politico italiano († 1952)
- 6 marzo - François-Xavier Ross, vescovo cattolico canadese († 1945)
- 7 marzo - Paul Chabas, pittore francese († 1937)
- 7 marzo - Bertha Townsend, tennista statunitense († 1909)
- 8 marzo - Francesco Fanelli, pittore italiano († 1924)
- 8 marzo - George Spencer Watson, pittore britannico († 1934)
- 9 marzo - Angiolo Cabrini, sindacalista, politico e giornalista italiano († 1937)
- 9 marzo - William Grebe, schermidore statunitense († 1960)
- 9 marzo - Luigi Mozzani, liutaio, chitarrista e compositore italiano († 1943)
- 9 marzo - Paul Maurice Pallary, zoologo francese († 1942)
- 9 marzo - Leslie T. Peacocke, sceneggiatore, regista e attore statunitense († 1941)
- 10 marzo - Ernst Gruson, generale belga († 1962)
- 12 marzo - Alfredo Sandulli, avvocato, politico e giurista italiano († 1942)
- 13 marzo - Ramón Menéndez Pidal, filologo spagnolo († 1968)
- 13 marzo - Giovanni Enrico Vidali, attore e regista italiano († 1937)
- 13 marzo - Gaston de Caillavet, drammaturgo francese († 1915)
- 14 marzo - Antonio Baslini, politico italiano († 1943)
- 14 marzo - Algernon Blackwood, scrittore britannico († 1951)
- 14 marzo - Frederick Trump, imprenditore tedesco († 1918)
- 15 marzo - Claudio Demartis, politico italiano († 1956)
- 15 marzo - Stanisław Wojciechowski, matematico e politico polacco († 1953)
- 16 marzo - Willy Burmester, violinista e compositore tedesco († 1933)
- 16 marzo - Ugo Da Como, politico italiano († 1941)
- 17 marzo - Howard Steward, giocatore di curling canadese († 1951)
- 18 marzo - Maude Abbott, medico canadese († 1940)
- 18 marzo - Neville Chamberlain, politico inglese († 1940)
- 19 marzo - Józef Mehoffer, artista, pittore e decoratore polacco († 1946)
- 20 marzo - Giovanni Di Pirro, matematico italiano († 1934)
- 21 marzo - Frederick William Green, egittologo britannico († 1949)
- 21 marzo - Albert Kahn, architetto statunitense († 1942)
- 21 marzo - David Robertson, rugbista a 15 e golfista scozzese († 1937)
- 22 marzo - Emilio Aguinaldo, generale e politico filippino († 1964)
- 22 marzo - Frances Guest, nobildonna inglese († 1957)
- 22 marzo - Gilbert Sackville-West, VIII conte De La Warr, politico e ufficiale britannico († 1915)
- 23 marzo - Calouste Gulbenkian, imprenditore e filantropo armeno († 1955)
- 24 marzo - Émile Fabre, scrittore francese († 1955)
- 24 marzo - Claudio Treves, politico, giornalista e antifascista italiano († 1933)
- 25 marzo - Ubaldo Comandini, avvocato, pubblicista e politico italiano († 1925)
- 25 marzo - Giovanni Giannetti, compositore italiano († 1934)
- 25 marzo - Vilém Goppold von Lobsdorf, schermidore boemo († 1943)
- 25 marzo - Alberto Rinaldi, medico italiano († 1935)
- 26 marzo - Giovanni Tirinnanzi, vescovo cattolico italiano († 1949)
- 27 marzo - Emilio Ferrais, arcivescovo cattolico italiano († 1930)
- 27 marzo - Barney Gilmore, attore e sceneggiatore statunitense († 1949)
- 27 marzo - Virgilia Lütz, religiosa tedesca († 1949)
- 29 marzo - Luigi Basile, politico italiano († 1951)
- 29 marzo - Luigi Di Lella, prefetto e politico italiano († 1957)
- 29 marzo - Edwin Lutyens, architetto e designer britannico († 1944)
- 30 marzo - Leonard Nicolaas de Jong, compositore di scacchi olandese († 1937)

## Aprile(53)
- 2 aprile - Hughie Jennings, giocatore di baseball e allenatore di baseball statunitense († 1928)
- 4 aprile - Mary Colter, architetto e designer statunitense († 1958)
- 4 aprile - Ugo Farulli, direttore teatrale, commediografo e attore italiano († 1928)
- 5 aprile - Arthur Donaldson, attore e regista svedese († 1955)
- 5 aprile - Albert Roussel, compositore francese († 1937)
- 5 aprile - Sergej Alekseevič Čaplygin, fisico, matematico e ingegnere sovietico († 1942)
- 6 aprile - Filippo De Filippi, medico e viaggiatore italiano († 1938)
- 6 aprile - Isidore-Marie-Joseph Dumortier, vescovo cattolico e missionario francese († 1940)
- 6 aprile - Marc-Aurèle de Foy Suzor-Coté, pittore e scultore canadese († 1937)
- 6 aprile - Francesco Pardi, medico e politico italiano († 1942)
- 6 aprile - Louis Raemaekers, disegnatore olandese († 1956)
- 6 aprile - Levon Shant, drammaturgo, romanziere e poeta armeno († 1951)
- 7 aprile - Edoardo Suarez, militare italiano († 1916)
- 8 aprile - Charles-Henri-Joseph Binet, cardinale e arcivescovo cattolico francese († 1936)
- 8 aprile - Harvey Williams Cushing, chirurgo statunitense († 1939)
- 8 aprile - James Homer Wright, patologo statunitense († 1928)
- 9 aprile - Élie Joseph Cartan, matematico francese († 1951)
- 11 aprile - Oswald Duda, entomologo tedesco († 1941)
- 11 aprile - Kasturba Gandhi, pacifista indiana († 1944)
- 11 aprile - Gustav Vigeland, scultore norvegese († 1943)
- 12 aprile - Henri Landru, criminale e serial killer francese († 1922)
- 12 aprile - Paolo Marzari, imprenditore italiano († 1955)
- 13 aprile - Vida Goldstein, attivista australiana († 1949)
- 15 aprile - Emilio Almansi, fisico e matematico italiano († 1948)
- 15 aprile - Concha Espina, scrittrice spagnola († 1955)
- 15 aprile - Adele Garavaglia, attrice italiana († 1944)
- 15 aprile - Elia Musatti, politico italiano († 1936)
- 15 aprile - Maria Pezzé Pascolato, pedagogista e scrittrice italiana († 1933)
- 15 aprile - Aleksandr Akimovič Sanin, regista teatrale russo († 1956)
- 15 aprile - Armand Seguin, incisore e pittore francese († 1903)
- 17 aprile - Alfredo Barbieri, aviatore e militare italiano († 1916)
- 17 aprile - Oton Iveković, pittore croato († 1939)
- 19 aprile - Ignazio Maloyan, arcivescovo cattolico armeno († 1915)
- 20 aprile - Mabel Wagnalls, pianista e scrittrice statunitense († 1946)
- 21 aprile - Hauk Aabel, attore norvegese († 1961)
- 22 aprile - Carlo Gregorio Maria Grasso, arcivescovo cattolico italiano († 1929)
- 23 aprile - Abdul Jalil di Perak, sovrano malese († 1916)
- 23 aprile - Percy Newberry, egittologo britannico († 1949)
- 24 aprile - André de Schonen, schermidore e tiratore a segno francese († 1933)
- 25 aprile - Paul Armstrong, commediografo, regista e produttore teatrale statunitense († 1915)
- 25 aprile - William Elmer, attore statunitense († 1945)
- 25 aprile - Alessandro Pedemonti, militare italiano († 1936)
- 25 aprile - Carl Prohaska, compositore, pedagogo e direttore d'orchestra austriaco († 1927)
- 27 aprile - Garzia Cassola, giornalista, sindacalista e traduttore italiano († 1955)
- 28 aprile - André Cresson, filosofo francese († 1950)
- 28 aprile - Céline Martin, monaca cristiana francese († 1959)
- 28 aprile - Bertram Goodhue, architetto statunitense († 1924)
- 28 aprile - Frances Hodgkins, pittrice neozelandese († 1947)
- 28 aprile - Alfred Hofstetter, politico e avvocato svizzero († 1955)
- 28 aprile - Angelo Vernazza, pittore italiano († 1937)
- 28 aprile - Clement Calhoun Young, politico statunitense († 1947)
- 30 aprile - Philip de László, pittore ungherese († 1937)
- 30 aprile - Hans Poelzig, architetto, designer e scenografo tedesco († 1936)

## Maggio(49)
- 1º maggio - Giuseppe Broglia, dirigente d'azienda e politico italiano († 1938)
- 1º maggio - Vincenzo Tiberio, medico, farmacologo e igienista italiano († 1915)
- 2 maggio - Tyrone Power, attore britannico († 1931)
- 2 maggio - Charles Voight, tennista statunitense († 1929)
- 5 maggio - Giorgio Kienerk, pittore e scultore italiano († 1948)
- 5 maggio - Hans Pfitzner, compositore e direttore d'orchestra tedesco († 1949)
- 5 maggio - Boris L'vovič Rozing, fisico, scienziato e docente russo († 1933)
- 7 maggio - Costantino Cavarzerani, generale italiano († 1945)
- 7 maggio - William Connor, ginnasta inglese († 1964)
- 7 maggio - Michele Arcangelo Petrone, magistrato e politico italiano († 1944)
- 7 maggio - Howard Van Doren Shaw, architetto statunitense († 1926)
- 8 maggio - James Rowland Angell, psicologo statunitense († 1949)
- 8 maggio - Flora Murray, medico scozzese († 1923)
- 9 maggio - Alessandro III, siriano († 1958)
- 10 maggio - Lucien Nonguet, regista e sceneggiatore francese († 1955)
- 11 maggio - Gustaf Ankarcrona, pittore svedese († 1933)
- 11 maggio - Archibald Warden, tennista britannico († 1943)
- 12 maggio - Albert Engström, disegnatore e scrittore svedese († 1940)
- 12 maggio - Edmund Garratt Gardner, storico e italianista britannico († 1935)
- 12 maggio - Carl Schuhmann, ginnasta, lottatore e sollevatore tedesco († 1946)
- 13 maggio - George Forbes, politico neozelandese († 1947)
- 13 maggio - Achille Manfredini, ingegnere e architetto italiano († 1920)
- 14 maggio - Amilcare Bietti, medico italiano († 1930)
- 14 maggio - Nelson le Follet, illusionista e trasformista italiano († 1943)
- 14 maggio - Nikola Mušmov, numismatico e museologo bulgaro († 1942)
- 14 maggio - Arthur Rostron, comandante marittimo e militare britannico († 1940)
- 15 maggio - Paul Probst, tiratore a segno svizzero († 1945)
- 16 maggio - Albert Cuny, linguista francese († 1947)
- 16 maggio - William Hutchinson, attore scozzese († 1918)
- 17 maggio - Peleo Bacci, critico d'arte italiano († 1950)
- 17 maggio - Manuel Basulto y Jiménez, vescovo cattolico spagnolo († 1936)
- 17 maggio - George Powell, golfista statunitense († 1927)
- 18 maggio - Rupprecht di Baviera, nobile tedesco († 1955)
- 19 maggio - Ante Pavelić, politico croato († 1938)
- 20 maggio - Gaston Darbour, pittore e incisore francese († 1964)
- 20 maggio - Joshua Pim, tennista irlandese († 1942)
- 20 maggio - Lev L'vovič Tolstoj, scrittore russo († 1945)
- 23 maggio - Émile Bertaux, storico dell'arte francese († 1917)
- 23 maggio - Dranem, attore e cantante francese († 1935)
- 25 maggio - Daniel Gooch, esploratore gallese († 1926)
- 25 maggio - Robert Ross, critico letterario e giornalista canadese († 1918)
- 27 maggio - Guido Meineri, pittore italiano († 1944)
- 28 maggio - Dmitrij Sergeevič Šeremetev, ufficiale russo († 1943)
- 29 maggio - Richard Rainer Barker, calciatore inglese († 1940)
- 29 maggio - Ulrich von Brockdorff-Rantzau, diplomatico tedesco († 1928)
- 29 maggio - Giulio Padulli, imprenditore e politico italiano († 1932)
- 30 maggio - Angelo Bartolomasi, arcivescovo cattolico e militare italiano († 1959)
- 30 maggio - Giulio Douhet, generale italiano († 1930)
- 31 maggio - Silvio Galimberti, pittore italiano († 1956)

## Giugno(52)
- 1º giugno - Francesco Giuseppe di Isenburg-Büdingen-Birstein, principe tedesco († 1939)
- 1º giugno - Lina Borgo Guenna, pedagogista italiana († 1932)
- 1º giugno - Arnold Spuler, medico, entomologo e politico tedesco († 1937)
- 1º giugno - Richard Wünsch, filologo classico tedesco († 1915)
- 2 giugno - Reginald Turner, scrittore inglese († 1938)
- 2 giugno - Konstantin Adamovič Vollosovič, geologo e esploratore russo († 1919)
- 3 giugno - Baldovino del Belgio, principe belga († 1891)
- 4 giugno - Pompeo Ghezzi, arcivescovo cattolico italiano († 1957)
- 5 giugno - Lewin Fitzhamon, regista, attore e sceneggiatore britannico († 1961)
- 6 giugno - Jacques-Emile Sontag, arcivescovo cattolico e missionario francese († 1918)
- 6 giugno - Siegfried Wagner, compositore e direttore d'orchestra tedesco († 1930)
- 7 giugno - Lamorna Birch, artista britannico († 1955)
- 10 giugno - Arthur Shearly Cripps, religioso e missionario britannico († 1952)
- 10 giugno - Bergliot Ibsen, mezzosoprano norvegese († 1953)
- 10 giugno - Paul Schultze-Naumburg, architetto tedesco († 1949)
- 11 giugno - Lodewijk Thomson, militare e politico olandese († 1914)
- 14 giugno - Edgar Chadwick, allenatore di calcio e calciatore inglese († 1942)
- 15 giugno - Carolina Maraini Sommaruga, contessa svizzero († 1959)
- 15 giugno - Euclide Turba, generale italiano († 1917)
- 16 giugno - Ausonio Zubiani, medico italiano († 1921)
- 17 giugno - Luigi del Liechtenstein, principe austriaco († 1955)
- 17 giugno - Fabian Ware, generale e giornalista inglese († 1949)
- 18 giugno - Luigi Accurti, ammiraglio austriaco († 1919)
- 18 giugno - Yahya Muhammad Hamid ed-Din, sovrano yemenita († 1948)
- 18 giugno - Angiolo Orvieto, poeta italiano († 1967)
- 19 giugno - Christopher Addison, I visconte Addison, medico e politico inglese († 1951)
- 19 giugno - Waldemar Jungner, inventore e ingegnere svedese († 1924)
- 19 giugno - Lucy Ridsdale, scrittrice e attivista inglese († 1945)
- 20 giugno - Pasquale De Lorentiis, paleontologo e speleologo italiano († 1942)
- 21 giugno - Gaetano Cutore, medico e anatomista italiano († 1955)
- 21 giugno - Nazarena Majone, religiosa italiana († 1939)
- 22 giugno - Hendrikus Colijn, politico olandese († 1944)
- 22 giugno - Edgar Lewis, regista, attore e sceneggiatore statunitense († 1938)
- 22 giugno - William McGregor Paxton, pittore statunitense († 1941)
- 23 giugno - Rosa Rosanova, attrice russa († 1944)
- 24 giugno - Aziz Ezzat Pascià, politico egiziano († 1961)
- 24 giugno - Caroline Furness, astronoma statunitense († 1936)
- 24 giugno - Marcel Haëntjens, cavaliere e giocatore di croquet francese († 1915)
- 24 giugno - Giorgio di Grecia, principe greco († 1957)
- 25 giugno - Heinrich Lüders, orientalista, indologo e linguista tedesco († 1943)
- 26 giugno - Martin Andersen Nexø, scrittore danese († 1954)
- 27 giugno - Hans Spemann, biologo tedesco († 1941)
- 28 giugno - Frances Blogg, scrittrice britannica († 1938)
- 28 giugno - Ezio Marchi, veterinario italiano († 1908)
- 28 giugno - Mario Puccini, pittore italiano († 1920)
- 29 giugno - Emma Goldman, anarchica, attivista e saggista russa († 1940)
- 30 giugno - Lorenzo Bardelli, oculista e politico italiano († 1942)
- 30 giugno - Francesco Filiasi, progettista italiano († 1941)
- 30 giugno - Alfredo Müller, pittore italiano († 1939)
- 30 giugno - Rudolf Rittner, attore, sceneggiatore e regista tedesco († 1943)
- 30 giugno - Kurt Sethe, egittologo tedesco († 1934)
- 30 giugno - Theodor Vahlen, matematico austriaco († 1945)

## Luglio(47)
- 1º luglio - Vladimir Nikolaevič Pčëlin, pittore e grafico russo († 1941)
- 1º luglio - William Strunk, insegnante statunitense († 1946)
- 2 luglio - Harry Fragson, attore, cantante e compositore inglese († 1913)
- 2 luglio - Giunio Salvi, medico e politico italiano († 1952)
- 2 luglio - Hjalmar Söderberg, scrittore svedese († 1941)
- 2 luglio - Liane de Pougy, ballerina e scrittrice francese († 1950)
- 3 luglio - Giuseppe Boffito, letterato, bibliografo e storico della scienza italiano († 1944)
- 3 luglio - Alexander Heinrich Heyland, ingegnere tedesco († 1943)
- 4 luglio - Epaminondas Nunes de Ávila e Silva, vescovo cattolico brasiliano († 1935)
- 5 luglio - Nicola IV Esterházy, principe († 1920)
- 5 luglio - Bessie MacNicol, pittrice scozzese († 1904)
- 6 luglio - Friedrich Fichter, chimico svizzero († 1952)
- 7 luglio - Alois Anderle, nuotatore austriaco († 1929)
- 8 luglio - Lino Cassani, presbitero, storico e archeologo italiano († 1963)
- 8 luglio - Kálmán Kandó, ingegnere e inventore ungherese († 1931)
- 8 luglio - Albert Langen, editore tedesco († 1909)
- 8 luglio - William Vaughn Moody, poeta e drammaturgo statunitense († 1910)
- 9 luglio - Mary Booth, medico australiana († 1956)
- 9 luglio - Dionigio Casaroli, arcivescovo cattolico italiano († 1966)
- 9 luglio - Ettore Gliozzi, linguista, pedagogista e storico italiano († 1962)
- 10 luglio - Geremia Grandelis, scultore italiano († 1929)
- 10 luglio - Giovanni Giorgio di Sassonia, collezionista d'arte tedesco († 1938)
- 12 luglio - Walter R. Booth, illusionista e regista britannico († 1938)
- 13 luglio - Michail Osipovič Geršenzon, storico e critico letterario russo († 1925)
- 16 luglio - Gian Giacomo Cavazzi della Somaglia, politico e nobile italiano († 1918)
- 16 luglio - Clement Cazalet, tennista britannico († 1950)
- 17 luglio - Arturo Cuccoli, violoncellista e docente italiano († 1935)
- 17 luglio - Elena da Persico, giornalista e scrittrice italiana († 1948)
- 18 luglio - Luigi Rizzi, alpinista italiano († 1949)
- 18 luglio - Maria von Linden, batteriologa e zoologa tedesca († 1936)
- 19 luglio - William Gosling, calciatore inglese († 1952)
- 19 luglio - Luisa d'Orléans, principessa francese († 1952)
- 20 luglio - Frederick Gordon Guggisberg, funzionario britannico († 1930)
- 24 luglio - Mario Borgoni, pittore e illustratore italiano
- 24 luglio - Julius Dorpmüller, politico tedesco († 1945)
- 24 luglio - Giovanni Maria Mataloni, pubblicitario e illustratore italiano († 1944)
- 24 luglio - Peter Witt, politico statunitense († 1948)
- 25 luglio - Frank Marion, produttore cinematografico e sceneggiatore statunitense († 1963)
- 25 luglio - Godefroy de Blonay, dirigente sportivo svizzero († 1937)
- 25 luglio - Ferdinando Pio di Borbone-Due Sicilie, nobile italiano († 1960)
- 27 luglio - Sidney Buller-Fullerton-Elphinstone, XVI Lord Elphinstone, scrittore e linguista britannico († 1955)
- 27 luglio - Arturo Viligiardi, pittore, scultore e architetto italiano († 1936)
- 29 luglio - Paul Aymé, tennista francese († 1962)
- 29 luglio - Paul von Sternbach, politico, nobile e militare austriaco († 1948)
- 29 luglio - Booth Tarkington, scrittore e drammaturgo statunitense († 1946)
- 30 luglio - Giovanni Beda Cardinale, arcivescovo cattolico e diplomatico italiano († 1933)
- 30 luglio - Cristóbal Magallanes Jara, presbitero messicano († 1927)

## Agosto(43)
- 1º agosto - Morris Hillquit, avvocato e politico statunitense († 1933)
- 2 agosto - Guido Fabiani, scrittore e giornalista italiano († 1947)
- 3 agosto - Emil Hertzka, editore musicale ungherese († 1932)
- 3 agosto - Aurelia Josz, educatrice e scrittrice italiana († 1944)
- 3 agosto - Frank Weed, attore statunitense († 1944)
- 4 agosto - Ugo Bignami, generale italiano († 1949)
- 4 agosto - Alfredo Sassi, scultore italiano († 1952)
- 6 agosto - Bernhard Kayser, oculista tedesco († 1954)
- 7 agosto - Frederick A. Thomson, regista, attore e sceneggiatore canadese († 1925)
- 9 agosto - Manuel Medina Olmos, vescovo cattolico spagnolo († 1936)
- 9 agosto - Aleksandr Nikolaevič Vinokurov, politico e giurista sovietico († 1944)
- 10 agosto - Laurence Binyon, poeta, drammaturgo e critico d'arte inglese († 1943)
- 10 agosto - Alejandro García Fontcuberta, vescovo cattolico e missionario spagnolo († 1933)
- 10 agosto - Elisabetta di Meclemburgo-Schwerin, nobile tedesca († 1955)
- 10 agosto - Gilson Willets, sceneggiatore, giornalista e scrittore statunitense († 1922)
- 11 agosto - Angelo Vivante, giornalista italiano († 1915)
- 13 agosto - Carlo Colombo, medico e educatore italiano († 1918)
- 13 agosto - Tony Garnier, architetto e urbanista francese († 1948)
- 14 agosto - Armas Järnefelt, direttore d'orchestra e compositore finlandese († 1958)
- 15 agosto - Enrico Mauceri, storico dell'arte italiano († 1966)
- 16 agosto - Léon Kauffman, politico lussemburghese († 1952)
- 18 agosto - Ernst zu Reventlow, militare, giornalista e scrittore tedesco († 1943)
- 19 agosto - Isidro Gomá y Tomás, cardinale e arcivescovo cattolico spagnolo († 1940)
- 20 agosto - Pasquale Masciantonio, politico italiano († 1923)
- 22 agosto - Egidio Boninsegna, scultore, medaglista e pittore italiano († 1958)
- 22 agosto - Arthur Holitscher, scrittore e giornalista tedesco († 1941)
- 23 agosto - James Rolph, politico statunitense († 1934)
- 23 agosto - Gerolamo Sommi Picenardi, politico italiano († 1926)
- 24 agosto - Ernst Rosenqvist, tiratore a segno finlandese († 1932)
- 25 agosto - Emanuele Cacherano di Bricherasio, imprenditore e nobile italiano († 1904)
- 25 agosto - Tom Kiely, multiplista britannico († 1951)
- 26 agosto - Salvatore Minocchi, presbitero, storico e biblista italiano († 1943)
- 26 agosto - Fernand Piet, pittore francese († 1942)
- 26 agosto - Georg Winkler, alpinista tedesco († 1888)
- 27 agosto - Karl Haushofer, generale, politologo e geografo tedesco († 1946)
- 28 agosto - Albert Fuller Ellis, neozelandese († 1951)
- 28 agosto - Augusto Tasso Fragoso, generale e politico brasiliano († 1945)
- 29 agosto - Thomas McLeod, marinaio e esploratore scozzese († 1960)
- 30 agosto - Georg Graf von Arco, fisico e imprenditore tedesco († 1940)
- 30 agosto - Bob Morrison, calciatore nordirlandese († 1891)
- 31 agosto - Pio Franchi de' Cavalieri, filologo italiano († 1960)
- 31 agosto - Carl von Opel, imprenditore tedesco († 1927)
- 31 agosto - Anthony Ashley-Cooper, IX conte di Shaftesbury, generale e filantropo inglese († 1961)

## Settembre(60)
- 2 settembre - Carlo Pignatti Morano di Custoza, ammiraglio e politico italiano († 1944)
- 3 settembre - Fritz Pregl, chimico e fisiologo sloveno († 1930)
- 4 settembre - Riccardo Carlesi, vescovo cattolico italiano († 1932)
- 4 settembre - Karl Seitz, politico e insegnante austriaco († 1950)
- 5 settembre - Émile Hergault, generale francese († 1936)
- 5 settembre - Henri Mouton, chimico e biologo francese († 1935)
- 5 settembre - Carolina Maria d'Asburgo-Lorena, nobile austriaca († 1945)
- 6 settembre - Karl Friedrich von Auwers, chimico tedesco († 1939)
- 6 settembre - Giulio Catoni, scienziato italiano († 1950)
- 6 settembre - Walford Davies, compositore inglese († 1941)
- 6 settembre - James Keteltas Hackett, attore teatrale statunitense († 1926)
- 6 settembre - Felix Salten, scrittore ungherese († 1945)
- 8 settembre - Gennaro Pasquariello, cantautore e attore teatrale italiano († 1958)
- 8 settembre - José María Pino Suárez, politico, poeta e giornalista messicano († 1913)
- 9 settembre - Cornelia Fabri, matematica italiana († 1915)
- 11 settembre - Víctor Català, scrittrice spagnola († 1966)
- 11 settembre - Giuseppe De Dominicis, poeta italiano († 1905)
- 11 settembre - Jacques Peirotes, politico tedesco († 1935)
- 12 settembre - Leone Caetani, islamista, orientalista e politico italiano († 1935)
- 13 settembre - Paul Daimler, ingegnere tedesco († 1945)
- 13 settembre - Aleksandr Nikolaevič Potresov, rivoluzionario russo († 1934)
- 14 settembre - Ljubov' Dostoevskaja, scrittrice russa († 1926)
- 14 settembre - Kid Nichols, giocatore di baseball statunitense († 1953)
- 14 settembre - John Postans, tiratore a segno britannico († 1958)
- 15 settembre - Vittorio Gorini, generale italiano
- 15 settembre - Quintino Quagliati, archeologo, paleontologo e museologo italiano († 1932)
- 15 settembre - Edvige Reinach, attrice italiana († 1918)
- 16 settembre - Venceslao Amici, ingegnere e politico italiano († 1948)
- 17 settembre - Georges Lakhovsky, ingegnere, inventore e pseudoscienziato russo († 1942)
- 17 settembre - Christian Lous Lange, politico norvegese († 1938)
- 17 settembre - Karl Wolfskehl, poeta e letterato tedesco († 1948)
- 18 settembre - Ellen Hansell, tennista statunitense († 1937)
- 19 settembre - Yervant Odian, giornalista, romanziere e commediografo armeno († 1926)
- 19 settembre - Ben Turpin, attore e comico statunitense († 1940)
- 20 settembre - Marcel Cachin, politico francese († 1958)
- 20 settembre - Giovanni Patroni, archeologo italiano († 1951)
- 21 settembre - Carlo Airoldi, maratoneta italiano († 1929)
- 21 settembre - Philip Chetwode, I barone Chetwode, generale britannico († 1950)
- 22 settembre - Pëtr Nikolaevič Krasnov, generale e scrittore russo († 1947)
- 22 settembre - Kijirō Nambu, generale giapponese († 1949)
- 22 settembre - Arthur Pryor, trombonista e compositore statunitense († 1942)
- 23 settembre - Ma Qi, generale e politico cinese († 1931)
- 23 settembre - Mary Mallon, cuoca irlandese († 1938)
- 24 settembre - Sándor Büchler, rabbino e educatore ungherese († 1944)
- 24 settembre - Massimo Rinaldi, vescovo cattolico e missionario italiano († 1941)
- 24 settembre - Gaetano Vinci, medico e politico italiano
- 25 settembre - John Emile Clavering Hankin, drammaturgo e saggista inglese († 1909)
- 25 settembre - Rudolf Otto, teologo e storico delle religioni tedesco († 1937)
- 26 settembre - Padre Komitas, religioso, compositore e musicista armeno († 1935)
- 26 settembre - Ettore Martini, generale italiano († 1940)
- 26 settembre - Winsor McCay, fumettista, animatore e illustratore statunitense († 1934)
- 26 settembre - Carmelo Patanè, arcivescovo cattolico italiano († 1952)
- 28 settembre - Enrico Dante Fantappiè, architetto italiano († 1951)
- 28 settembre - Francesco Saverio Mosso, medico e politico italiano († 1946)
- 29 settembre - Bertram Armytage, militare e esploratore australiano († 1910)
- 29 settembre - Bamba Duleep Singh, principessa († 1957)
- 29 settembre - Ferdinando Lori, ingegnere italiano († 1947)
- 29 settembre - Remigio Pagnotta, politico e faccendiere italiano († 1940)
- 29 settembre - Harald Sohlberg, pittore norvegese († 1935)
- 30 settembre - Guido Chelotti, ammiraglio italiano († 1927)

## Ottobre(46)
- 2 ottobre - Mahatma Gandhi, politico, filosofo e avvocato indiano († 1948)
- 2 ottobre - Man Afraid Soap, giocatore di lacrosse canadese († 1937)
- 3 ottobre - Paul Boucherot, ingegnere francese († 1943)
- 3 ottobre - Alfred Flatow, ginnasta tedesco († 1942)
- 3 ottobre - Robert William Paul, regista, ingegnere e inventore inglese († 1943)
- 5 ottobre - Ellen Thesleff, pittrice finlandese († 1954)
- 6 ottobre - Jack Bell, calciatore, allenatore di calcio e sindacalista britannico († 1956)
- 6 ottobre - Bo Bergman, scrittore, poeta e critico letterario svedese († 1967)
- 7 ottobre - Fenia Chertkoff, educatrice, attivista e sindacalista russa († 1927)
- 7 ottobre - Wilhelm Kroll, filologo classico tedesco († 1939)
- 7 ottobre - Sergej Michajlovič Romanov, nobile russo († 1918)
- 8 ottobre - Giuseppe Palica, arcivescovo cattolico italiano († 1936)
- 9 ottobre - Aimé Auguste Cotton, fisico francese († 1951)
- 10 ottobre - Reginald Stephens, generale britannico († 1955)
- 11 ottobre - Aleksandr Vasil'evič Gudovič, nobile e politico russo († 1919)
- 12 ottobre - Rab Howell, calciatore inglese († 1937)
- 13 ottobre - Richard Breitenfeld, baritono tedesco († 1942)
- 13 ottobre - Giuseppe Faranda, medico, politico e antifascista italiano († 1946)
- 13 ottobre - William Alphonso Murrill, micologo e botanico statunitense († 1957)
- 14 ottobre - Hugh Cecil, I barone Quickswood, politico britannico († 1956)
- 14 ottobre - Joseph Duveen, mercante inglese († 1939)
- 15 ottobre - Mihrengiz Kadın, ottomana († 1938)
- 15 ottobre - Francisco Largo Caballero, politico spagnolo († 1946)
- 15 ottobre - Raghupathi Venkaiah Naidu, produttore cinematografico, fotografo e artista indiano († 1941)
- 16 ottobre - Claude Halstead Van Tyne, storico statunitense († 1930)
- 17 ottobre - Carlo Clausetti, compositore, regista e librettista italiano († 1943)
- 18 ottobre - Johannes Linnankoski, scrittore e drammaturgo finlandese († 1913)
- 20 ottobre - Robin Welsh, giocatore di curling britannico († 1934)
- 21 ottobre - Robert Bruce Horsfall, illustratore statunitense († 1948)
- 22 ottobre - Josef Ettlinger, filologo, critico letterario e traduttore tedesco († 1912)
- 22 ottobre - August Gaul, scultore tedesco († 1921)
- 22 ottobre - Oskar Hergt, politico e avvocato tedesco († 1967)
- 22 ottobre - Filipp Andreevič Maljavin, pittore russo († 1940)
- 22 ottobre - Otto Rippert, regista e attore tedesco († 1940)
- 23 ottobre - John Heisman, allenatore di football americano, allenatore di pallacanestro e allenatore di baseball statunitense († 1936)
- 23 ottobre - Béla Zulawszky, schermidore ungherese († 1914)
- 24 ottobre - Carmine Cesarano, arcivescovo cattolico italiano († 1935)
- 25 ottobre - Felice Anzi, giornalista italiano († 1958)
- 25 ottobre - Ferdinando Giuseppe Giuli Rosselmini Gualandi, politico italiano († 1957)
- 26 ottobre - Washington Luís Pereira de Sousa, politico brasiliano († 1957)
- 26 ottobre - Sam Torrans, calciatore nordirlandese († 1948)
- 27 ottobre - Melek Tourhan, nobile egiziana († 1956)
- 28 ottobre - Carlo Perris, militare e politico italiano († 1944)
- 30 ottobre - Edmund Dalbor, cardinale e arcivescovo cattolico polacco († 1926)
- 30 ottobre - Arturo Marescalchi, politico e enologo italiano († 1955)
- 30 ottobre - Nicolae Paulescu, medico e politico rumeno († 1931)

## Novembre(67)
- 1º novembre - Folco de Baroncelli-Javon, poeta e allevatore francese († 1943)
- 1º novembre - Raphael Eduard Liesegang, chimico tedesco († 1947)
- 1º novembre - Alexander Murski, attore russo († 1943)
- 1º novembre - Fred Wheldon, calciatore e crickettista inglese († 1924)
- 2 novembre - Riccardo Barthelemy, compositore e pianista italiano († 1955)
- 2 novembre - Hermann Dürck, patologo tedesco († 1941)
- 3 novembre - Francesco Bellotti, generale italiano († 1949)
- 3 novembre - Knud Wefald, politico statunitense († 1936)
- 4 novembre - Edward Abeles, attore statunitense († 1919)
- 4 novembre - Giuseppe Altobello, naturalista e zoologo italiano († 1931)
- 4 novembre - Lucienne Bréval, soprano svizzero († 1935)
- 5 novembre - Gustavo Nicastro, ammiraglio e politico italiano († 1940)
- 5 novembre - Francesco Quarta, magistrato e politico italiano († 1963)
- 6 novembre - Arthur Lyon Bowley, statistico e economista britannico († 1957)
- 6 novembre - Guglielmo Amedeo Lori, pittore italiano († 1913)
- 6 novembre - Ricardo Severo, architetto, ingegnere e archeologo portoghese († 1940)
- 7 novembre - Leonard Forrer, numismatico svizzero († 1953)
- 7 novembre - Kálmán Kánya, politico ungherese († 1945)
- 7 novembre - Alfredo Salafia, italiano († 1933)
- 8 novembre - Diego Angeli, giornalista, scrittore e critico d'arte italiano († 1937)
- 8 novembre - Joseph Franklin Rutherford, predicatore e avvocato statunitense († 1942)
- 8 novembre - Raimondo Targetti, imprenditore e politico italiano († 1942)
- 9 novembre - Arturo Zardini, compositore italiano († 1923)
- 10 novembre - Gaetano Bresci, anarchico italiano († 1901)
- 10 novembre - Léon Brunschvicg, filosofo francese († 1944)
- 10 novembre - Enrico Thovez, critico letterario, poeta e pittore italiano († 1925)
- 11 novembre - Camillo Crema, geologo, paleontologo e sismologo italiano († 1950)
- 11 novembre - Adolfo Padovan, scrittore italiano († 1930)
- 11 novembre - Pascal Sicurani, militare francese († 1915)
- 11 novembre - Vittorio Emanuele III di Savoia, re italiano († 1947)
- 13 novembre - Helene Stöcker, pacifista e attivista tedesca († 1943)
- 14 novembre - Iulia Hasdeu, scrittrice e poetessa rumena († 1888)
- 14 novembre - Cecil Romer, generale britannico († 1962)
- 15 novembre - Wilhelm Barthold, turcologo e storico russo († 1930)
- 16 novembre - Georges Redon, pittore e illustratore francese († 1943)
- 17 novembre - Zhou Ziqi, politico e educatore cinese († 1923)
- 17 novembre - Clemente Šeptyc'kyj, presbitero ucraino († 1951)
- 18 novembre - Arthur Stanley, politico britannico († 1947)
- 18 novembre - Giovanni Siorpaes, alpinista italiano († 1909)
- 19 novembre - Giovanni Guarlotti, pittore italiano († 1954)
- 20 novembre - Antonino Anile, anatomista, letterato e politico italiano († 1943)
- 20 novembre - Zinaida Nikolaevna Gippius, poetessa, scrittrice e saggista russa († 1945)
- 20 novembre - Clark Griffith, giocatore di baseball e allenatore di baseball statunitense († 1955)
- 20 novembre - Giosafata Hordaševska, religiosa ucraina († 1919)
- 21 novembre - Cristoforo Alasia, matematico italiano († 1918)
- 21 novembre - Zaida Ben-Yusuf, fotografa inglese († 1933)
- 21 novembre - Karl Heilbronner, psichiatra tedesco († 1914)
- 21 novembre - Henry Ludwell Moore, economista statunitense († 1958)
- 22 novembre - André Gide, scrittore francese († 1951)
- 22 novembre - Alfredo Lusignoli, funzionario e politico italiano († 1931)
- 23 novembre - Henri Borel, scrittore e giornalista olandese († 1933)
- 23 novembre - Valdemar Poulsen, ingegnere danese († 1942)
- 24 novembre - Giulio Blais, generale italiano († 1966)
- 24 novembre - António Óscar Carmona, generale e politico portoghese († 1951)
- 24 novembre - Jules Rossignol, schermidore francese († 1955)
- 25 novembre - Eugenio Florian, giurista e politico italiano († 1945)
- 25 novembre - Maurice Tranchant de Lunel, architetto e scrittore francese († 1944)
- 26 novembre - Maud del Galles, regina britannica († 1938)
- 28 novembre - Enrico Asinari di San Marzano, generale e politico italiano († 1938)
- 28 novembre - Carlo Lombardo, compositore e librettista italiano († 1959)
- 29 novembre - Ivor Atkins, organista e direttore di coro inglese († 1953)
- 30 novembre - Luigi Amantea, generale e politico italiano († 1949)
- 30 novembre - Andrea Cassulo, arcivescovo cattolico italiano († 1952)
- 30 novembre - Nils Gustaf Dalén, fisico svedese († 1937)
- 30 novembre - James Hamilton, III duca di Abercorn, nobile e politico britannico († 1953)
- 30 novembre - Konstantin Somov, pittore russo († 1939)
- 30 novembre - Alois Walde, linguista austriaco († 1924)

## Dicembre(56)
- 1º dicembre - Henri Delalle, missionario e vescovo cattolico francese († 1949)
- 1º dicembre - Mirra Lochvickaja, poetessa russa († 1905)
- 1º dicembre - Juan Padrós, dirigente sportivo spagnolo († 1932)
- 3 dicembre - Anne Brigman, fotografa e poetessa statunitense († 1950)
- 3 dicembre - Joseph Nicholas Dinand, vescovo cattolico e missionario statunitense († 1943)
- 3 dicembre - Slobodan Jovanović, politico jugoslavo († 1958)
- 4 dicembre - Henri Leclercq, teologo francese († 1945)
- 4 dicembre - Virginia Mariani Campolieti, pianista e compositrice italiana († 1941)
- 4 dicembre - Georges Pallu, sceneggiatore e regista francese († 1948)
- 5 dicembre - Ellis Parker Butler, scrittore statunitense († 1937)
- 6 dicembre - Mathieu Cordang, ciclista su strada e pistard olandese († 1942)
- 6 dicembre - Rudolf Herzog, scrittore tedesco († 1943)
- 6 dicembre - Kid Lavigne, pugile statunitense († 1928)
- 6 dicembre - Gerrit Smith Miller, zoologo e botanico statunitense († 1956)
- 6 dicembre - Otto Nordenskjöld, geologo, geografo e esploratore svedese († 1928)
- 6 dicembre - Alessandro Vivenza, agronomo italiano († 1937)
- 7 dicembre - Matej Metod Bella, pastore protestante, politico e avvocato slovacco († 1946)
- 7 dicembre - George Codd, politico e avvocato statunitense († 1927)
- 7 dicembre - Ambrosio Figueroa, generale, politico e rivoluzionario messicano († 1913)
- 8 dicembre - René Worms, sociologo francese († 1926)
- 10 dicembre - Francisco Henríquez de Zubiría, tiratore di fune colombiano († 1933)
- 11 dicembre - Robert Herrmann, ginnasta e multiplista statunitense († 1919)
- 11 dicembre - Maria Paternò Arezzo, nobile e filantropa italiana († 1908)
- 11 dicembre - Matteo Tevini, pittore italiano († 1946)
- 13 dicembre - Gabriele Vettori, arcivescovo cattolico italiano († 1947)
- 13 dicembre - Joseph de Pesquidoux, scrittore francese († 1946)
- 15 dicembre - Francesco Abbadessa, scacchista italiano († 1954)
- 16 dicembre - Rodolfo Caroli, arcivescovo cattolico italiano († 1921)
- 16 dicembre - Bertha Lamme Feicht, ingegnere statunitense († 1943)
- 16 dicembre - Bernard Pyne Grenfell, egittologo e papirologo inglese († 1926)
- 18 dicembre - Francesco Saverio Grazioli, generale e politico italiano († 1951)
- 20 dicembre - Charley Grapewin, attore statunitense († 1956)
- 20 dicembre - Juan Bautista Pérez, avvocato e politico venezuelano († 1952)
- 21 dicembre - Louis Bastien, esperantista e generale francese († 1961)
- 21 dicembre - Luigi Carini, attore italiano († 1943)
- 22 dicembre - Bainbridge Colby, politico statunitense († 1950)
- 22 dicembre - Dmitrij Fëdorovič Egorov, matematico russo († 1931)
- 22 dicembre - Benjamin Baker Moeur, politico statunitense († 1937)
- 22 dicembre - Edwin Arlington Robinson, poeta statunitense († 1935)
- 22 dicembre - JL Roop, animatore e scultore statunitense († 1932)
- 22 dicembre - Alfred Edward Taylor, filosofo scozzese († 1945)
- 23 dicembre - Hugh Allen, compositore inglese († 1946)
- 23 dicembre - Louis Leubas, attore francese († 1932)
- 23 dicembre - Giuseppe Ongania, ingegnere e politico italiano († 1911)
- 24 dicembre - Henriette Roland Holst, scrittrice olandese († 1952)
- 25 dicembre - Shekib Arslan, politico e scrittore libanese († 1946)
- 25 dicembre - Charlie Parry, calciatore gallese († 1922)
- 25 dicembre - Ahmed Shawqi, poeta e drammaturgo egiziano († 1932)
- 26 dicembre - August Blom, regista e attore danese († 1947)
- 26 dicembre - Moisej Nappelbaum, fotografo russo († 1958)
- 27 dicembre - Emanuele Ciaceri, storico italiano († 1944)
- 27 dicembre - Lugné-Poe, attore teatrale, regista teatrale e impresario teatrale francese († 1940)
- 30 dicembre - Adolphe Max, politico belga († 1939)
- 31 dicembre - Joel Fridlizius, scacchista e compositore di scacchi svedese († 1963)
- 31 dicembre - Joseph Heath, calciatore inglese
- 31 dicembre - Henri Matisse, pittore, incisore e illustratore francese († 1954)

## Senza giorno specificato(74)
- Ivan Abramson, regista, sceneggiatore e produttore cinematografico statunitense († 1934)
- Léon Abric, drammaturgo e scrittore francese († 1942)
- Ahmet Ağaoğlu, politico e scrittore turco († 1939)
- Evno Fišelevič Azef, agente segreto russo († 1918)
- Giuseppina Bakhita, religiosa sudanese († 1947)
- Jean-Eugène Bataillon, biologo francese († 1953)
- Giovanni Bonacina, artigiano e imprenditore italiano († 1960)
- David Bratton, pallanuotista statunitense († 1904)
- Eberhard von Brockhusen, tedesco († 1939)
- Sarah Brown, modella francese († 1896)
- Bryson Burroughs, pittore statunitense († 1934)
- Alexander Butler, regista, attore e sceneggiatore britannico († 1959)
- Cesare Camporesi, pittore e decoratore italiano († 1944)
- Ernesto Castelli, lottatore italiano († 1939)
- Canko Cerkovski, poeta e scrittore bulgaro († 1926)
- Lallie Charles, fotografa britannica († 1919)
- Charles Manning Child, biologo statunitense († 1954)
- Ernest Ellis Clark, artista inglese († 1932)
- Nick Cogley, attore, regista e sceneggiatore statunitense († 1936)
- Domenico Coppi, fotografo italiano († 1939)
- Gaetano Corrado, scrittore italiano († 1963)
- Abel Decaux, compositore, organista e insegnante francese († 1943)
- Walter Dieckmann, chimico tedesco († 1925)
- Peter Egge, scrittore norvegese († 1959)
- Friedrich Wilhelm Foerster, pedagogista e filosofo tedesco († 1966)
- Riccardo Forster, poeta, giornalista e critico teatrale italiano († 1939)
- Evangeline French, missionaria britannica († 1960)
- Mario Fumagalli, attore e direttore artistico italiano († 1936)
- Marguerite Gachet, modella francese († 1949)
- Riccardo Galli, pittore, illustratore e incisore italiano († 1944)
- Felice Garelli, chimico italiano († 1936)
- Periklīs Giannopoulos, poeta, traduttore e saggista greco († 1910)
- Rufus Gillmore, giornalista e scrittore statunitense († 1935)
- Firmin Gémier, regista teatrale francese († 1933)
- Karl Hampe, storico tedesco († 1936)
- Wilfred Harris, neurologo inglese († 1960)
- Bianca Iggius, attrice teatrale italiana († 1944)
- Bogd Khan, religioso mongolo († 1924)
- Achilleo Kiwanuka, santo ugandese († 1886)
- Nikolaj Legat, danzatore russo († 1937)
- Francesco Lenci, storico e scrittore italiano († 1956)
- Étienne Lombard, medico francese († 1920)
- Bertha Lum, artista statunitense († 1954)
- Dante Majeroni, attore e tenore italiano († 1937)
- Konstantinos Manos, poeta, sportivo e politico greco († 1913)
- Gian Pietro Marcucci Poltri, patriota e militare italiano († 1911)
- Lawrence B. McGill, regista e attore statunitense († 1928)
- Emin Yurdakul Mehmed, poeta turco († 1944)
- Gustav Mie, fisico tedesco († 1957)
- Carl Paal, chimico tedesco († 1935)
- Jeanne Paquin, stilista francese († 1936)
- Tullio Passarelli, architetto italiano († 1941)
- Carlo Patrignani, pittore italiano († 1948)
- Moshe Pesach, rabbino greco († 1955)
- Qian Nengxun, politico cinese († 1924)
- Richard Ridgely, regista, attore e sceneggiatore statunitense († 1949)
- Enrico Ruta, filosofo italiano († 1939)
- Fëdor Vasil'evič Sabašnikov, letterato e mecenate russo († 1927)
- Vanni Sacco, mafioso italiano († 1960)
- Georges Sagnac, fisico francese († 1928)
- Juan Sala, pittore spagnolo († 1918)
- Harry Stafford, calciatore inglese († 1940)
- Jessie Stevens, attrice statunitense († 1922)
- Wilton Taylor, attore statunitense († 1925)
- Nikolaos Trikoupīs, tiratore a segno greco († 1956)
- Juozas Tumas-Vaižgantas, scrittore, politico e presbitero lituano († 1933)
- Alf Underwood, calciatore inglese († 1928)
- Giannetto Valli, politico italiano († 1927)
- Antonio Noriega Varela, giornalista e poeta spagnolo († 1947)
- Grimoaldo Varone, schermidore e maestro di scherma italiano († 1916)
- William E. Wing, sceneggiatore statunitense († 1947)
- Rose Emmet Young, scrittrice, saggista e attivista statunitense († 1941)
- Aḥmad al-ʿAlawī, mistico algerino († 1934)
- Anders de Wahl, attore teatrale svedese († 1956)